# كارين باكوم
كارين باكوم (بالهولندية: Carin Bakkum) مواليد 25 يوليو 1962 في هيمسكيرك، هولندا، هي لاعبة كرة مضرب هولندية سابقة. أعلى تصنيف لها في الفردي كان المركز الـ 141 في سنة 1989. أعلى تصنيف لها في الزوجي كان المركز الـ 69 في سنة 1987.

## النهائيات

### الزوجي (الألقاب 1)
| الحصيلة | الرقم | التاريخ       | الدورة  | الأرضية | الشريك              | المنافس                        | النتيجة  |
| ------- | ----- | ------------- | ------- | ------- | ------------------- | ------------------------------ | -------- |
| الفوز   | 1.    | 11 يوليو 1986 | بيروجيا | ترابية  | نيكول مانز جاجيرمان | سييلا بارتوس-سيربي إيمي هولتون | 6–4, 6–4 |

## روابط خارجية
- كارين باكوم على موقع رابطة محترفات التنس (الإنجليزية)
- كارين باكوم على موقع الاتحاد الدولي لكرة المضرب (الإنجليزية)
- كارين باكوم على موقع كأس بيلي جين كينغ (الإنجليزية)
- كارين باكوم على موقع بطولة ويمبلدون (الإنجليزية)
- كارين باكوم على موقع خلاصة التنس.كوم (الإنجليزية)